# The Dell
The Dell è stato uno stadio di Southampton, in Inghilterra. Ha ospitato le partite casalinghe del Southampton F.C. dal 1898 al 2001, anno della sua demolizione.

## Storia
La costruzione dello stadio cominciò nel 1897. Lo stadio fu inaugurato il 3 settembre 1898, con la partita tra Southampton e Brighton United. Il primo gol nello stadio fu segnato da Watty Keay, poi seguirono le marcature di Abe Hartley, Jim McKenzie e Tom Smith, nella vittoria del Southampton per 4-1. Nel 1901 l'impianto ospitò una partita internazionale, in cui l'Inghilterra sconfisse l'Irlanda per 3-0 nel Torneo Interbritannico.
Nel 1927 la tribuna ovest fu demolita (insieme alla casa del segretario del club) e riedificata. Il progetto era a cura di Archibald Leitch, uno dei più grandi progettisti di tribune da calcio dell'epoca (Fratton Park, Roker Park e Goodison Park). Un anno dopo, durante la partita giocata al Dell in occasione dell'ultima giornata della stagione 1928-1929, una sigaretta gettata provocò un incendio che distrusse la tribuna est. Fu costruita una tribuna sostitutiva che rispecchiava la tribuna ovest, con aumento della capienza totale a circa 30 000 posti.
Il 30 novembre 1940 una bomba tedesca cadde sullo stadio durante il blitz di Southampton, creando un cratere di 5 metri e mezzo nell'area di rigore di Milton Road. Mentre il campo veniva ripristinato il Southampton dovette giocare le restanti partite del 1940-1941 in trasferta, anche se nel febbraio 1941 giocò una partita di Football League War Cup casalinga con il Brentford a Fratton Park, Portsmouth.
Nel marzo 1941 un'esplosione di munizioni immagazzinate a terra provocò un grave incendio nella tribuna ovest, anche se questa fu ricostruita subito dopo.
All'inizio della stagione 1941-1942 il Southampton giocò le partite casalinghe a Dew Lane, Eastleigh, prima che il Dell venisse riaperto nell'ottobre 1941.
Nel 1950 il Dell divenne il primo stadio in Inghilterra ad avere installato un'illuminazione permanente. La prima partita giocata sotto i riflettori risale al 31 ottobre 1950, un'amichevole contro il Bournemouth & Boscombe Athletic, seguita un anno dopo dalla prima partita ufficiale sotto i riflettori, una partita della Football Combination (squadra riserve) contro il Tottenham del 1º ottobre 1951.
Durante il secondo dopoguerra grandi folle si accalcarono al Dell.Il record di affluenza fu registrato l'8 ottobre 1969 per la partita di campionato tra Southampton e Manchester Utd, vinta per 3-0 dagli ospiti e seguita da 31 044 spettatori.
Lo stadio ospitò partite di First Division per la prima volta nella stagione 1966-1967, e lo avrebbe fatto per tutte le 35 stagioni seguenti tranne quattro. Durante questo periodo il Southampton vinse la FA Cup nel 1975-1976 e raggiunse il secondo posto in campionato nel 1983-1984.

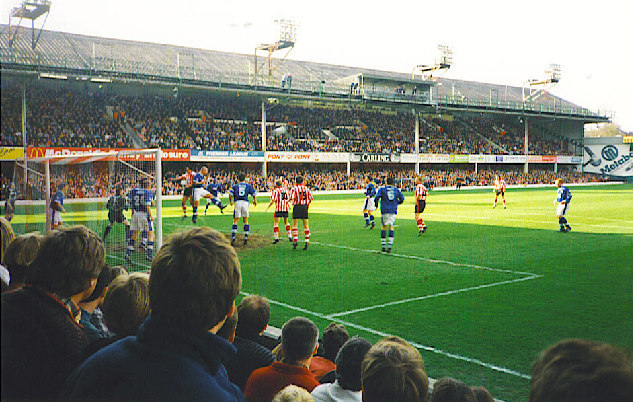
Il Dell nel marzo 1997, durante la partita - (0-0)

Negli anni '80 ci furono diversi cambiamenti a terra, con le tribunette di fortuna dette "scatole di cioccolatini" e collocate all'estremità di Milton Road che furono sostituite da una nuova tribuna destinata ai possessori di biglietti familiari, una struttura in cemento a due livelli. Le aree in piedi sotto le tribune est e ovest furono dotate di panchine, prima che il Dell diventasse uno stadio dotato di soli posti a sedere all'inizio degli anni '90, in seguito alle riforme imposte dal disastro di Hillsborough del 15 aprile 1989, che obbligò tutti i club delle prime due divisioni inglesi a dotarsi di stadi con soli posti a sedere. Furono erette nuove tribune ad entrambe le estremità dello stadio, ma nella stagione 1993-94 lo stadio aveva ormai una capacità di poco più di 15 000 posti, la più piccola ai massimi livelli del calcio inglese. La tribuna Milton Road era nota per il suo aspetto a cuneo.
A questo punto il Southampton cercava una nuova casa. Verso la metà degli anni '90 sembrava che la ricerca fosse finita quando il club annunciò l'intenzione di trasferirsi in un nuovo stadio sui campi da gioco di Monks Brook, vicino al villaggio di North Stoneham, a Eastleigh. Ciononostante, una disputa con l'amministrazione comunale del posto sulla mancanza di strutture comunitarie e il malcontendo degli abitanti di Eastleigh, non felici all'idea di ospitare la squadra di calcio di un'altra città nella propria zona, frenarono questi propositi. La controversia fu risolta quando il presidente del Southampton, Rupert Lowe, dichiarò l'intenzione di cambiare piano e trasferirsi in un nuovo stadio da 32 000 posti, per un costo di 32 milioni di sterline, in Britannia Road, sulle rive del fiume Itchen. Il trasferimento fu confermato alla fine della stagione 1998-1999 (quando il Southampton riuscì a sfuggire alla retrocessione per la sesta volta in otto stagioni) e i lavori iniziarono subito dopo.
Il nuovo St Mary's Stadium era pronto per la stagione 2001-2002.
Il 4 aprile 2001 al Dell si svolse il primo evento di Football Aid (alla presenza degli ex calciatori Jimmy Case e Peter Rodrigues). L'ultima tripletta realizzata allo stadio fu messa a segno durante questa partita da Bryn Thomas.
Il 19 maggio 2001 il centrocampista Matt Le Tissier (che si ritirò dall'attività agonistica un anno dopo) salutò lo stadio che aveva ospitato tutta la sua carriera professionistica segnando con un tiro al volo nei minuti finali dell'ultima partita di campionato e sancendo la vittoria del Southampton per 3–2 contro l'Arsenal. Fu, dunque, suo l'ultimo gol in partite ufficiali al Dell.
Il 26 maggio seguente i tifosi del club si congedarono definitivamente dal Dell privandolo di tutti i suoi seggiolini, prelevando zolle dal campo e persino un cartellone pubblicitario dopo l'ultima partita del Southampton allo stadio, vinta per 1-0 in amichevole contro il  Brighton, primo e ultimo avversario affrontato allo stadio. L'ultimo gol segnato al Dell fu di Uwe Rösler.
Chiuso nel maggio 2001, il Dell fu demolito un paio di mesi più tardi.